# Liste der Baudenkmäler in Brixen
Die Liste der Baudenkmäler in Brixen (italienisch Bressanone) enthält die 280 als Baudenkmäler ausgewiesenen Objekte auf dem Gebiet der Gemeinde Brixen  in Südtirol.
Basis ist das im Internet einsehbare offizielle Verzeichnis der Baudenkmäler in Südtirol. Dabei kann es sich beispielsweise um Sakralbauten, Wohnhäuser, Bauernhöfe und Adelsansitze handeln. Die Reihenfolge in dieser Liste orientiert sich an der Bezeichnung, alternativ ist sie auch nach der Adresse oder dem Datum der Unterschutzstellung sortierbar.

## Liste
| Foto |                 | Bezeichnung                                                                               | Standort                                                          | Eintragung                   | Beschreibung | Metadaten                                                                          |
| ---- | --------------- | ----------------------------------------------------------------------------------------- | ----------------------------------------------------------------- | ---------------------------- | --- | ---------------------------------------------------------------------------------- |
| ja   | Datei hochladen | Adlerbrückengasse 2 ID: 14231                                                             | Adlerbrückengasse 2 46° 42′ 59″ N, 11° 39′ 30″ O                  | 18. Mai 1951 (MD)            | Städtisches Wohnhaus | KG: Brixen Bauparzelle: 300, 300/1, 300/2                                          |
| ja   | Datei hochladen | Adlerbrückengasse 3 ID: 14111                                                             | Adlerbrückengasse 3 46° 43′ 0″ N, 11° 39′ 30″ O                   | 18. Mai 1951 (MD)            | Städtisches Wohnhaus | KG: Brixen Bauparzelle: 4                                                          |
| ja   | Datei hochladen | Adlerbrückengasse 4 ID: 14232                                                             | Adlerbrückengasse 4 46° 43′ 0″ N, 11° 39′ 30″ O                   | 18. Mai 1951 (MD)            | Städtisches Wohnhaus | KG: Brixen Bauparzelle: 301                                                        |
| ja   | Datei hochladen | Adlerbrückengasse 6 ID: 14233                                                             | Adlerbrückengasse 6 46° 43′ 0″ N, 11° 39′ 31″ O                   | 18. Mai 1951 (MD)            | Städtisches Wohnhaus | KG: Brixen Bauparzelle: 302                                                        |
| ja   | Datei hochladen | Adlerbrückengasse 7 ID: 14110                                                             | Adlerbrückengasse 7 46° 43′ 0″ N, 11° 39′ 30″ O                   | 18. Mai 1951 (MD)            | Städtisches Wohnhaus | KG: Brixen Bauparzelle: 2                                                          |
| ja   | Datei hochladen | Adlerbrückengasse 8 ID: 14234                                                             | Adlerbrückengasse 8 46° 43′ 0″ N, 11° 39′ 31″ O                   | 13. Feb. 1984 (BLR-LAB 637)  | Städtisches Wohnhaus | KG: Brixen Bauparzelle: 303                                                        |
| ja   | Datei hochladen | Adlerbrückengasse 10 ID: 14235                                                            | Adlerbrückengasse 10 46° 43′ 0″ N, 11° 39′ 31″ O                  | 6. Juli 1951 (MD)            | Städtisches Wohnhaus | KG: Brixen Bauparzelle: 304                                                        |
| ja   | Datei hochladen | Adlerbrückengasse 12 ID: 14236                                                            | Adlerbrückengasse 12 46° 43′ 0″ N, 11° 39′ 32″ O                  | 13. Feb. 1984 (BLR-LAB 637)  | Städtisches Wohnhaus | KG: Brixen Bauparzelle: 309                                                        |
| BW   | Datei hochladen | Aichner ID: 14108                                                                         | 46° 40′ 19″ N, 11° 38′ 57″ O                                      | 28. Nov. 2005 (BLR-LAB 4579) | Ländliches Wohnhaus/Bauernhof | KG: Sankt Andrea Bauparzelle: 76                                                   |
| ja   | Datei hochladen | Albuingasse 2 ID: 14188                                                                   | Albuingasse 2 46° 42′ 56″ N, 11° 39′ 29″ O                        | 13. Feb. 1984 (BLR-LAB 637)  | Städtisches Wohnhaus | KG: Brixen Bauparzelle: 220                                                        |
| ja   | Datei hochladen | Albuingasse 5 (Propstei) ID: 14230                                                        | Albuingasse 5 46° 42′ 58″ N, 11° 39′ 30″ O                        | 13. Feb. 1984 (BLR-LAB 637)  | Widum/Kanonikerhaus | KG: Brixen Bauparzelle: 299                                                        |
| ja   | Datei hochladen | Albuingasse 7 ID: 14229                                                                   | Albuingasse 7 46° 42′ 57″ N, 11° 39′ 31″ O                        | 13. Feb. 1984 (BLR-LAB 637)  | Widum/Kanonikerhaus | KG: Brixen Bauparzelle: 298                                                        |
| BW   | Datei hochladen | Almdötscher in Mellaun ID: 14328                                                          | 46° 40′ 15″ N, 11° 40′ 18″ O                                      | 8. Sep. 1986 (BLR-LAB 4973)  | Ländliches Wohnhaus/Bauernhof | KG: Brixen Bauparzelle: 61                                                         |
| ja   | Datei hochladen | Alte Pfarrkirche Maria am Sand, Friedhofskapelle und Friedhof ID: 14283                   | 46° 42′ 5″ N, 11° 39′ 51″ O                                       | 14. Nov. 2005 (BLR-LAB 4258) | Kirche | KG: Brixen Bauparzelle: 1, 2 Grundparzelle: 1                                      |
| ja   | Datei hochladen | Altenmarktgasse 6 ID: 14115                                                               | Altenmarktgasse 6 46° 43′ 3″ N, 11° 39′ 27″ O                     | 6. Juli 1951 (MD)            | Städtisches Wohnhaus | KG: Brixen Bauparzelle: 18                                                         |
| ja   | Datei hochladen | Altenmarktgasse 7 ID: 18042                                                               | Altenmarktgasse 7 46° 43′ 3″ N, 11° 39′ 25″ O                     | 3. Dez. 1990 (BLR-LAB 7622)  | Städtisches Wohnhaus | KG: Brixen Bauparzelle: 110                                                        |
| ja   | Datei hochladen | Altenmarktgasse 9 ID: 50273                                                               | Altenmarktgasse 9 46° 43′ 4″ N, 11° 39′ 24″ O                     | 5. Mai 2003 (BLR-LAB 1450)   | Städtisches Wohnhaus | KG: Brixen Bauparzelle: 109                                                        |
| ja   | Datei hochladen | Altenmarktgasse 10 ID: 50260                                                              | Altenmarktgasse 10 46° 43′ 4″ N, 11° 39′ 25″ O                    | 2. Dez. 1996 (BLR-LAB 5920)  | Städtisches Wohnhaus | KG: Brixen Bauparzelle: 20                                                         |
| ja   | Datei hochladen | Altenmarktgasse 11 ID: 18148                                                              | Altenmarktgasse 11 46° 43′ 4″ N, 11° 39′ 24″ O                    | 6. März 1995 (BLR-LAB 1063)  | Städtisches Wohnhaus | KG: Brixen Bauparzelle: 108                                                        |
| ja   | Datei hochladen | Altenmarktgasse 14 ID: 14117                                                              | Altenmarktgasse 14 46° 43′ 5″ N, 11° 39′ 25″ O                    | 6. Juli 1951 (MD)            | Städtisches Wohnhaus | KG: Brixen Bauparzelle: 22                                                         |
| ja   | Datei hochladen | Altenmarktgasse 18 ID: 50261                                                              | Altenmarktgasse 18 46° 43′ 6″ N, 11° 39′ 25″ O                    | 19. Jan. 2004 (BLR-LAB 76)   | Städtisches Wohnhaus | KG: Brixen Bauparzelle: 27                                                         |
| ja   | Datei hochladen | Altenmarktgasse 19 ID: 14131                                                              | Altenmarktgasse 19 46° 43′ 5″ N, 11° 39′ 23″ O                    | 16. Okt. 1989 (BLR-LAB 6466) | Städtisches Wohnhaus | KG: Brixen Bauparzelle: 103                                                        |
| ja   | Datei hochladen | Altenmarktgasse 21 ID: 14415                                                              | Altenmarktgasse 21 46° 43′ 6″ N, 11° 39′ 23″ O                    | 21. Aug. 1952 (MD)           | Städtisches Wohnhaus | KG: Brixen Bauparzelle: 102/1, 102/2                                               |
| ja   | Datei hochladen | Altes Krankenhaus mit Park ID: 14275                                                      | 46° 43′ 23″ N, 11° 38′ 54″ O                                      | 16. Feb. 1987 (BLR-LAB 604)  | Krankenhaus/Sanatorium | KG: Brixen Bauparzelle: 600                                                        |
| ja   | Datei hochladen | Altes Rathaus ID: 14144                                                                   | Große Lauben 14 - Großer Graben 23 46° 43′ 1″ N, 11° 39′ 22″ O    | 13. Feb. 1984 (BLR-LAB 637)  | Städtisches Wohnhaus | KG: Brixen Bauparzelle: 129                                                        |
| ja   | Datei hochladen | Ansitz von Lachmüller ID: 14149                                                           | Säbnertorgasse 3 46° 43′ 0″ N, 11° 39′ 18″ O                      | 5. Sep. 1983 (BLR-LAB 5130)  | Ansitz | KG: Brixen Bauparzelle: 136, 137                                                   |
| ja   | Datei hochladen | Antoniuskapelle beim Schnatzer ID: 14097                                                  | 46° 40′ 16″ N, 11° 43′ 58″ O                                      | 8. Sep. 1986 (BLR-LAB 4973)  | Kapelle | KG: Sankt Andrea Bauparzelle: 142                                                  |
| ja   | Datei hochladen | Bäckergasse 4 ID: 14163                                                                   | Bäckergasse 4 46° 42′ 58″ N, 11° 39′ 22″ O                        | 20. Aug. 1952 (MD)           | Städtisches Wohnhaus | KG: Brixen Bauparzelle: 184                                                        |
| ja   | Datei hochladen | Bahnhof Brixen ID: 50404                                                                  | 46° 42′ 36″ N, 11° 39′ 0″ O                                       | 5. Apr. 2004 (BLR-LAB 1083)  | Bahnhof Brixen; die links in der Spalte Standort stehenden Koordinaten beziehen sich auf das Hauptgebäude; die Wasserstation befindet sich auf 46° 42′ 43,5″ N, 11° 38′ 57,8″ O, der Güterschuppen auf 46° 42′ 43,4″ N, 11° 39′ 0,6″ O. | KG: Brixen Bauparzelle: 472/3, 472/5, 472/6, 810                                   |
| ja   | Datei hochladen | Bahnhofstraße 40 ID: 14273                                                                | Bahnhofstraße 40 46° 42′ 45″ N, 11° 39′ 3″ O                      | 13. Feb. 1984 (BLR-LAB 637)  | Villa/Sommerfrischhaus | KG: Brixen Bauparzelle: 571                                                        |
| BW   | Datei hochladen | Baumgartner in Payrdorf ID: 14297                                                         | 46° 41′ 50″ N, 11° 38′ 3″ O                                       | 8. Sep. 1986 (BLR-LAB 4973)  | Ländliches Wohnhaus/Bauernhof | KG: Pfeffersberg Bauparzelle: 66/1                                                 |
| ja   | Datei hochladen | Bildstock an der Kreuzung Landesstraße - Dorfgasse ID: 14320                              | 46° 41′ 17″ N, 11° 38′ 54″ O                                      | 8. Sep. 1986 (BLR-LAB 4973)  | Bildstock | KG: Sarns Bauparzelle: 37                                                          |
| ja   | Datei hochladen | Bildstock beim Hotel Elefant ID: 18039                                                    | 46° 43′ 11″ N, 11° 39′ 12″ O                                      | 13. Feb. 1984 (BLR-LAB 637)  | Bildstock | KG: Brixen Grundparzelle: 579                                                      |
| BW   | Datei hochladen | Bildstock beim Payer ID: 14282                                                            | 46° 43′ 56″ N, 11° 40′ 2″ O                                       | 8. Sep. 1986 (BLR-LAB 4973)  | Bildstock | KG: Elvas Grundparzelle: 894/2                                                     |
| ja   | Datei hochladen | Bildstock in Tötschling ID: 14315                                                         | 46° 41′ 40″ N, 11° 37′ 24″ O                                      | 8. Sep. 1986 (BLR-LAB 4973)  | Bildstock | KG: Pfeffersberg Grundparzelle: 926                                                |
| BW   | Datei hochladen | Bischof in Mellaun ID: 14324                                                              | 46° 41′ 29″ N, 11° 40′ 2″ O                                       | 8. Sep. 1986 (BLR-LAB 4973)  | Ländliches Wohnhaus/Bauernhof | KG: Sankt Andrea Bauparzelle: 39                                                   |
| ja   | Datei hochladen | Bischöfliche Hofburg mit Neugebäude, Nebengebäuden, Baumgarten und Herrengarten ID: 14192 | 46° 42′ 54″ N, 11° 39′ 20″ O                                      | 13. Feb. 1984 (BLR-LAB 637)  | Ehemaliges Bischöfliches Palais, heute Sitz des Diözesanmuseums; die links in der Spalte Standort stehenden Koordinaten beziehen sich auf die Hofburg, das Neugebäude befindet sich auf 46° 42′ 56″ N, 11° 39′ 20,6″ O, das Gartenhaus auf 46° 42′ 52,3″ N, 11° 39′ 27,6″ O, der Chinesische Pavillon auf 46° 42′ 47,7″ N, 11° 39′ 20″ O, der Japanische Pavillon auf 46° 42′ 48,1″ N, 11° 39′ 28,3″ O; der Baumgarten befindet sich auf 46° 42′ 49,7″ N, 11° 39′ 23,6″ O, der Herrengarten auf 46° 42′ 55,8″ N, 11° 39′ 18,7″ O. | KG: Brixen Bauparzelle: 165, 226, 227, 233/1, 233/3, 233/4 Grundparzelle: 137, 143 |
| BW   | Datei hochladen | Bittertschöl ID: 14106                                                                    | 46° 40′ 24″ N, 11° 38′ 31″ O                                      | 8. Sep. 1986 (BLR-LAB 4973)  | Ländliches Wohnhaus/Bauernhof | KG: Albeins Bauparzelle: 69                                                        |
| ja   | Datei hochladen | Brunogasse 5 ID: 14197                                                                    | Brunogasse 5 46° 42′ 54″ N, 11° 39′ 29″ O                         | 13. Feb. 1984 (BLR-LAB 637)  | Städtisches Wohnhaus | KG: Brixen Bauparzelle: 235                                                        |
| ja   | Datei hochladen | Brunogasse 9 ID: 14196                                                                    | Brunogasse 9 46° 42′ 54″ N, 11° 39′ 28″ O                         | 13. Feb. 1984 (BLR-LAB 637)  | Städtisches Wohnhaus | KG: Brixen Bauparzelle: 232                                                        |
| ja   | Datei hochladen | Brunogasse 11 ID: 14195                                                                   | Brunogasse 11 46° 42′ 53″ N, 11° 39′ 26″ O                        | 13. Feb. 1984 (BLR-LAB 637)  | Städtisches Wohnhaus | KG: Brixen Bauparzelle: 231                                                        |
| BW   | Datei hochladen | Cusanus-Akademie ID: 50613                                                                | Seminarplatz 2 46° 42′ 53″ N, 11° 39′ 34″ O                       | 10. Apr. 2018 (BLR-LAB 334)  | erster größerer öffentlicher Bau Othmar Barths, 1960–1962 in Auftrag der Diözese Bozen-Brixen errichtet, Skelettbau aus Stahlbeton in Sichtbauweise | KG: Brixen Bauparzelle: 287/2                                                      |
| ja   | Datei hochladen | Dom Mariä Himmelfahrt ID: 14187                                                           | 46° 42′ 57″ N, 11° 39′ 28″ O                                      | 13. Feb. 1984 (BLR-LAB 637)  | Kirche | KG: Brixen Bauparzelle: 219                                                        |
| ja   | Datei hochladen | Domherrenhaus ID: 14194                                                                   | Brunogasse 13 46° 42′ 53″ N, 11° 39′ 25″ O                        | 13. Feb. 1984 (BLR-LAB 637)  | Widum/Kanonikerhaus | KG: Brixen Bauparzelle: 230                                                        |
| ja   | Datei hochladen | Domhof ID: 14286                                                                          | 46° 42′ 10″ N, 11° 39′ 35″ O                                      | 28. Nov. 2005 (BLR-LAB 4578) | Ländliches Wohnhaus/Bauernhof | KG: Milland Bauparzelle: 28/1                                                      |
| ja   | Datei hochladen | Domkreuzgang ID: 14184                                                                    | 46° 42′ 56″ N, 11° 39′ 28″ O                                      | 13. Feb. 1984 (BLR-LAB 637)  | Kirche | KG: Brixen Bauparzelle: 214                                                        |
| ja   | Datei hochladen | Domplatz 3 ID: 14182                                                                      | Domplatz 3 46° 42′ 56″ N, 11° 39′ 27″ O                           | 13. Feb. 1984 (BLR-LAB 637)  | Widum/Kanonikerhaus | KG: Brixen Bauparzelle: 211, 212                                                   |
| ja   | Datei hochladen | Domplatz 4 ID: 14190                                                                      | Domplatz 4 46° 42′ 55″ N, 11° 39′ 25″ O                           | 4. März 1987 (BLR-LAB 887)   | Städtisches Wohnhaus | KG: Brixen Bauparzelle: 224                                                        |
| ja   | Datei hochladen | Domplatz 5 ID: 14191                                                                      | Domplatz 5 46° 42′ 55″ N, 11° 39′ 25″ O                           | 13. Feb. 1984 (BLR-LAB 637)  | Städtisches Wohnhaus | KG: Brixen Bauparzelle: 225                                                        |
| ja   | Datei hochladen | Domplatz 11 ID: 14180                                                                     | Domplatz 11 46° 42′ 56″ N, 11° 39′ 23″ O                          | 13. Feb. 1984 (BLR-LAB 637)  | Widum/Kanonikerhaus | KG: Brixen Bauparzelle: 207                                                        |
| ja   | Datei hochladen | Domplatz 13 ID: 14177                                                                     | Domplatz 13 46° 42′ 58″ N, 11° 39′ 23″ O                          | 13. Feb. 1984 (BLR-LAB 637)  | Städtisches Wohnhaus | KG: Brixen Bauparzelle: 204                                                        |
| ja   | Datei hochladen | Dompropstei ID: 14193                                                                     | Hofburgplatz 1 46° 42′ 53″ N, 11° 39′ 24″ O                       | 13. Feb. 1984 (BLR-LAB 637)  | Widum/Kanonikerhaus | KG: Brixen Bauparzelle: 229/1                                                      |
| ja   | Datei hochladen | Ehemalige Krankenkasse Brixen ID: 50512                                                   | 46° 43′ 0″ N, 11° 39′ 13″ O                                       | 22. Sep. 2008 (BLR-LAB 3419) | Verwaltungsbau | KG: Brixen Bauparzelle: 651                                                        |
| ja   | Datei hochladen | Ehemalige Bierbrauerei Seidner ID: 50264                                                  | 46° 42′ 54″ N, 11° 39′ 59″ O                                      | 8. Sep. 1986 (BLR-LAB 4973)  | Fabrik | KG: Brixen Bauparzelle: 1537, 502                                                  |
| BW   | Datei hochladen | Ehemalige Kapelle St. Valentin in Monstrol ID: 50470                                      | 46° 42′ 18″ N, 11° 40′ 11″ O                                      | 28. Dez. 2007 (BLR-LAB 4615) | Kapelle | KG: Sankt Andrea Bauparzelle: 138                                                  |
| BW   | Datei hochladen | Ehemalige Lungenheilanstalt Palmschoß ID: 14098                                           | 46° 40′ 33″ N, 11° 42′ 36″ O                                      | 8. Sep. 1986 (BLR-LAB 4973)  | Krankenhaus/Sanatorium | KG: Afers Bauparzelle: 149, 150                                                    |
| ja   | Datei hochladen | Ehemaliges Postgebäude ID: 14112                                                          | 46° 43′ 2″ N, 11° 39′ 29″ O                                       | 13. Feb. 1984 (BLR-LAB 637)  | Verwaltungsbau | KG: Brixen Bauparzelle: 12                                                         |
| ja   | Datei hochladen | Erhardgasse 4 ID: 50461                                                                   | Erhardgasse 4 46° 42′ 57″ N, 11° 39′ 19″ O                        | 19. Feb. 2007 (BLR-LAB 500)  | Städtisches Wohnhaus | KG: Brixen Bauparzelle: 150                                                        |
| ja   | Datei hochladen | Finsterwirt ID: 14179                                                                     | Domgasse 3 46° 42′ 57″ N, 11° 39′ 23″ O                           | 20. Aug. 1952 (MD)           | Gasthaus | KG: Brixen Bauparzelle: 206                                                        |
| ja   | Datei hochladen | Franziskanerkloster ID: 14210                                                             | 46° 42′ 42″ N, 11° 39′ 32″ O                                      | 13. Feb. 1984 (BLR-LAB 637)  | Kloster | KG: Brixen Bauparzelle: 262                                                        |
| ja   | Datei hochladen | Friedhofsarkaden und Friedhofskapelle ID: 14125                                           | 46° 43′ 1″ N, 11° 39′ 11″ O                                       | 13. Feb. 1984 (BLR-LAB 637)  | Friedhof | KG: Brixen Bauparzelle: 66, 67                                                     |
| BW   | Datei hochladen | Gartenhaus beim Hotel Elefant ID: 50263                                                   | 46° 43′ 7″ N, 11° 39′ 6″ O                                        | 22. März 1999 (BLR-LAB 921)  | Ansitz | KG: Brixen Bauparzelle: 560                                                        |
| ja   | Datei hochladen | Gasthaus Schwarzer Adler ID: 14152                                                        | Kleine Lauben 2 46° 42′ 59″ N, 11° 39′ 19″ O                      | 3. Okt. 1951 (MD)            | Gasthaus | KG: Brixen Bauparzelle: 140                                                        |
| ja   | Datei hochladen | Gasthaus Weißes Rössl ID: 14118                                                           | Altenmarktgasse 22 46° 43′ 6″ N, 11° 39′ 24″ O                    | 6. Juli 1951 (MD)            | Gasthaus | KG: Brixen Bauparzelle: 29                                                         |
| ja   | Datei hochladen | Gasthof Goldener Adler ID: 14109                                                          | 46° 43′ 1″ N, 11° 39′ 31″ O                                       | 18. Mai 1951 (MD)            | Gasthaus | KG: Brixen Bauparzelle: 1                                                          |
| ja   | Datei hochladen | Gasthof Goldener Stern ID: 14116                                                          | Altenmarktgasse 8 46° 43′ 4″ N, 11° 39′ 26″ O                     | 6. Juli 1951 (MD)            | Gasthaus | KG: Brixen Bauparzelle: 19                                                         |
| ja   | Datei hochladen | Gasthof Rose ID: 14174                                                                    | Große Lauben 46° 43′ 0″ N, 11° 39′ 24″ O                          | 3. Okt. 1951 (MD)            | Gasthaus | KG: Brixen Bauparzelle: 199                                                        |
| ja   | Datei hochladen | Gasthof Sonne ID: 14156                                                                   | 46° 42′ 57″ N, 11° 39′ 18″ O                                      | 15. Feb. 1985 (BLR-LAB 687)  | Gasthaus | KG: Brixen Bauparzelle: 151                                                        |
| ja   | Datei hochladen | Gasthof zur Traube ID: 14162                                                              | Kleine Lauben 9 46° 42′ 58″ N, 11° 39′ 21″ O                      | 3. Okt. 1951 (MD)            | Gasthaus | KG: Brixen Bauparzelle: 179                                                        |
| BW   | Datei hochladen | Gebroatner in Karnol ID: 14332                                                            | 46° 42′ 56″ N, 11° 40′ 42″ O                                      | 8. Sep. 1986 (BLR-LAB 4973)  | Ländliches Wohnhaus/Bauernhof | KG: Sankt Andrea Bauparzelle: 150                                                  |
| ja   | Datei hochladen | Glockengießerhaus ID: 14261                                                               | Brennerstraße 28-30 46° 43′ 26″ N, 11° 39′ 20″ O                  | 20. Aug. 1952 (MD)           | Städtisches Wohnhaus | KG: Brixen Bauparzelle: 1701, 1750, 422/1                                          |
| BW   | Datei hochladen | Gostner in St. Leonhard ID: 14335                                                         | 46° 42′ 52″ N, 11° 41′ 41″ O                                      | 8. Sep. 1986 (BLR-LAB 4973)  | Ländliches Wohnhaus/Bauernhof | KG: Sankt Andrea Bauparzelle: 180                                                  |
| ja   | Datei hochladen | Griesgasse 2 ID: 14237                                                                    | Griesgasse 2 46° 43′ 0″ N, 11° 39′ 32″ O                          | 20. Aug. 1952 (MD)           | Städtisches Wohnhaus | KG: Brixen Bauparzelle: 310                                                        |
| ja   | Datei hochladen | Griesgasse 10 ID: 14227                                                                   | Griesgasse 10 46° 42′ 58″ N, 11° 39′ 33″ O                        | 13. Feb. 1984 (BLR-LAB 637)  | Städtisches Wohnhaus | KG: Brixen Bauparzelle: 293                                                        |
| ja   | Datei hochladen | Griesgasse 14 ID: 14226                                                                   | Griesgasse 14 46° 42′ 58″ N, 11° 39′ 34″ O                        | 13. Feb. 1984 (BLR-LAB 637)  | Städtisches Wohnhaus | KG: Brixen Bauparzelle: 291                                                        |
| ja   | Datei hochladen | Griesgasse 16 ID: 14225                                                                   | Griesgasse 16 46° 42′ 57″ N, 11° 39′ 34″ O                        | 13. Feb. 1984 (BLR-LAB 637)  | Städtisches Wohnhaus | KG: Brixen Bauparzelle: 290                                                        |
| ja   | Datei hochladen | Große Lauben 3 ID: 50297                                                                  | Große Lauben 3 46° 42′ 59″ N, 11° 39′ 25″ O                       | 10. Juli 2000 (BLR-LAB 2527) | Gasthaus | KG: Brixen Bauparzelle: 201                                                        |
| ja   | Datei hochladen | Große Lauben 4 - Großer Graben 9 ID: 50483                                                | Große Lauben 4 - Großer Graben 9 46° 43′ 1″ N, 11° 39′ 25″ O      | 31. März 2008 (BLR-LAB 1046) | Städtisches Wohnhaus | KG: Brixen Bauparzelle: 123                                                        |
| ja   | Datei hochladen | Große Lauben 6 - Großer Graben 13 ID: 14140                                               | Große Lauben 6 - Großer Graben 13 46° 43′ 0″ N, 11° 39′ 24″ O     | 3. Okt. 1951 (MD)            | Städtisches Wohnhaus | KG: Brixen Bauparzelle: 124/1                                                      |
| ja   | Datei hochladen | Große Lauben 8 - Großer Graben 15 ID: 14141                                               | Große Lauben 8 - Großer Graben 15 46° 43′ 1″ N, 11° 39′ 24″ O     | 3. Okt. 1951 (MD)            | Städtisches Wohnhaus | KG: Brixen Bauparzelle: 125                                                        |
| ja   | Datei hochladen | Große Lauben 9 ID: 14173                                                                  | Große Lauben 9 46° 42′ 59″ N, 11° 39′ 24″ O                       | 3. Okt. 1951 (MD)            | Städtisches Wohnhaus | KG: Brixen Bauparzelle: 198                                                        |
| ja   | Datei hochladen | Große Lauben 10 - Großer Graben 17 ID: 14142                                              | Große Lauben 10 - Großer Graben 17 46° 43′ 1″ N, 11° 39′ 23″ O    | 3. Okt. 1951 (MD)            | Städtisches Wohnhaus | KG: Brixen Bauparzelle: 126, 127                                                   |
| ja   | Datei hochladen | Große Lauben 11C ID: 14172                                                                | Große Lauben 11C 46° 42′ 59″ N, 11° 39′ 23″ O                     | 13. Feb. 1984 (BLR-LAB 637)  | Städtisches Wohnhaus | KG: Brixen Bauparzelle: 197/1, 197/2                                               |
| ja   | Datei hochladen | Große Lauben 12 - Großer Graben 21 ID: 14143                                              | Große Lauben 12 - Großer Graben 21 46° 43′ 0″ N, 11° 39′ 23″ O    | 20. Aug. 1952 (MD)           | Städtisches Wohnhaus | KG: Brixen Bauparzelle: 128                                                        |
| ja   | Datei hochladen | Große Lauben 13 ID: 14171                                                                 | Große Lauben 13 46° 42′ 59″ N, 11° 39′ 22″ O                      | 15. Feb. 1985 (BLR-LAB 687)  | Städtisches Wohnhaus | KG: Brixen Bauparzelle: 1602/1, 1602/2                                             |
| ja   | Datei hochladen | Große Lauben 17 ID: 50280                                                                 | Große Lauben 17 46° 42′ 59″ N, 11° 39′ 22″ O                      | 12. Aug. 2003 (BLR-LAB 2735) | Städtisches Wohnhaus | KG: Brixen Bauparzelle: 183, 194, 195                                              |
| ja   | Datei hochladen | Große Lauben 19 ID: 14170                                                                 | Große Lauben 19 46° 42′ 59″ N, 11° 39′ 22″ O                      | 13. Feb. 1984 (BLR-LAB 637)  | Städtisches Wohnhaus | KG: Brixen Bauparzelle: 193                                                        |
| ja   | Datei hochladen | Große Lauben 20 - Großer Graben 25 ID: 14145                                              | Große Lauben 20 - Großer Graben 25 46° 43′ 0″ N, 11° 39′ 21″ O    | 18. Mai 1987 (BLR-LAB 2614)  | Städtisches Wohnhaus | KG: Brixen Bauparzelle: 132                                                        |
| ja   | Datei hochladen | Große Lauben 21 ID: 14169                                                                 | Große Lauben 21 46° 42′ 59″ N, 11° 39′ 21″ O                      | 20. Aug. 1952 (MD)           | Städtisches Wohnhaus | KG: Brixen Bauparzelle: 192                                                        |
| ja   | Datei hochladen | Große Lauben 22-24 - Großer Graben 27 ID: 14146                                           | Große Lauben 22-24 - Großer Graben 27 46° 43′ 0″ N, 11° 39′ 21″ O | 20. Aug. 1952 (MD)           | Städtisches Wohnhaus | KG: Brixen Bauparzelle: 133                                                        |
| ja   | Datei hochladen | Große Lauben 26 - Großer Graben 29 ID: 14147                                              | Große Lauben 26 - Großer Graben 29 46° 43′ 0″ N, 11° 39′ 20″ O    | 20. Aug. 1952 (MD)           | Städtisches Wohnhaus | KG: Brixen Bauparzelle: 134                                                        |
| ja   | Datei hochladen | Große Lauben 27 ID: 14168                                                                 | Große Lauben 27 46° 42′ 59″ N, 11° 39′ 20″ O                      | 20. Aug. 1952 (MD)           | Städtisches Wohnhaus | KG: Brixen Bauparzelle: 189/1, 189/2                                               |
| ja   | Datei hochladen | Große Lauben 28 - Großer Graben 31 ID: 14148                                              | Große Lauben 28 - Großer Graben 31 46° 43′ 0″ N, 11° 39′ 19″ O    | 13. Feb. 1984 (BLR-LAB 637)  | Städtisches Wohnhaus | KG: Brixen Bauparzelle: 135                                                        |
| ja   | Datei hochladen | Großer Graben 2 ID: 14114                                                                 | Großer Graben 2 46° 43′ 2″ N, 11° 39′ 28″ O                       | 8. Sep. 1986 (BLR-LAB 4973)  | Städtisches Wohnhaus | KG: Brixen Bauparzelle: 16                                                         |
| ja   | Datei hochladen | Großer Graben 3 ID: 14134                                                                 | Großer Graben 3 46° 43′ 2″ N, 11° 39′ 27″ O                       | 13. Feb. 1984 (BLR-LAB 637)  | Städtisches Wohnhaus | KG: Brixen Bauparzelle: 115                                                        |
| ja   | Datei hochladen | Hahnberg ID: 14280                                                                        | 46° 43′ 31″ N, 11° 39′ 36″ O                                      | 30. März 1998 (BLR-LAB 1268) | Ansitz | KG: Elvas Bauparzelle: 24, 392, 69                                                 |
| ja   | Datei hochladen | Hartwiggasse 1 ID: 14222                                                                  | Hartwiggasse 1 46° 42′ 56″ N, 11° 39′ 31″ O                       | 13. Feb. 1984 (BLR-LAB 637)  | Widum/Kanonikerhaus | KG: Brixen Bauparzelle: 286                                                        |
| ja   | Datei hochladen | Hartwiggasse 2 ID: 14189                                                                  | Hartwiggasse 2 46° 42′ 55″ N, 11° 39′ 30″ O                       | 13. Feb. 1984 (BLR-LAB 637)  | Ländliches Wohnhaus/Bauernhof | KG: Brixen Bauparzelle: 221                                                        |
| ja   | Datei hochladen | Hartwiggasse 5-7 ID: 14221                                                                | Hartwiggasse 5-7 46° 42′ 55″ N, 11° 39′ 31″ O                     | 20. Aug. 1952 (MD)           | Städtisches Wohnhaus | KG: Brixen Bauparzelle: 285                                                        |
| ja   | Datei hochladen | Hartwiggasse 8 ID: 14199                                                                  | Hartwiggasse 8 46° 42′ 53″ N, 11° 39′ 31″ O                       | 20. Aug. 1952 (MD)           | Städtisches Wohnhaus | KG: Brixen Bauparzelle: 238                                                        |
| ja   | Datei hochladen | Hartwiggasse 9 ID: 14220                                                                  | Hartwiggasse 9 46° 42′ 54″ N, 11° 39′ 32″ O                       | 20. Aug. 1952 (MD)           | Städtisches Wohnhaus | KG: Brixen Bauparzelle: 284                                                        |
| BW   | Datei hochladen | Heidner in Payrdorf ID: 14299                                                             | 46° 41′ 56″ N, 11° 38′ 24″ O                                      | 8. Sep. 1986 (BLR-LAB 4973)  | Ländliches Wohnhaus/Bauernhof | KG: Pfeffersberg Bauparzelle: 70/1                                                 |
| ja   | Datei hochladen | Heilig-Geist-Spital mit Kirche ID: 14126                                                  | 46° 43′ 2″ N, 11° 39′ 16″ O                                       | 13. Feb. 1984 (BLR-LAB 637)  | Spital | KG: Brixen Bauparzelle: 1374, 64, 70/1, 71                                         |
| ja   | Datei hochladen | Hirschenwirt ID: 14256                                                                    | Obere Schutzengelgasse 1 46° 43′ 1″ N, 11° 39′ 36″ O              | 6. Juli 1951 (MD)            | Gasthaus | KG: Brixen Bauparzelle: 356                                                        |
| BW   | Datei hochladen | Hofer ID: 14094                                                                           | 46° 40′ 14″ N, 11° 41′ 47″ O                                      | 8. Aug. 2011 (BLR-LAB 1187)  | Wohnhaus | KG: Afers Bauparzelle: 391                                                         |
| ja   | Datei hochladen | Holderer in Karnol ID: 14334                                                              | 46° 42′ 49″ N, 11° 40′ 55″ O                                      | 8. Sep. 1986 (BLR-LAB 4973)  | Ansitz | KG: Sankt Andrea Bauparzelle: 155                                                  |
| ja   | Datei hochladen | Hotel Elefant ID: 14124                                                                   | Weißlahnstraße 4-10 46° 43′ 10″ N, 11° 39′ 12″ O                  | 20. Aug. 1952 (MD)           | Hotel | KG: Brixen Bauparzelle: 1682, 51/1, 51/2, 52/1                                     |
| ja   | Datei hochladen | Hotel Goldenes Rössl ID: 14119                                                            | Brennerstraße 3 46° 43′ 11″ N, 11° 39′ 21″ O                      | 13. Feb. 1984 (BLR-LAB 637)  | Hotel | KG: Brixen Bauparzelle: 37/1                                                       |
| ja   | Datei hochladen | Hubenstein (Kofler) ID: 14285                                                             | 46° 42′ 15″ N, 11° 39′ 37″ O                                      | 8. Sep. 1986 (BLR-LAB 4973)  | Ansitz | KG: Milland Bauparzelle: 24/3                                                      |
| ja   | Datei hochladen | Jahrtausendsäule am Hofburgplatz ID: 18040                                                | 46° 42′ 54″ N, 11° 39′ 24″ O                                      | 13. Feb. 1984 (BLR-LAB 637)  | Denkmal | KG: Brixen Grundparzelle: 982                                                      |
| BW   | Datei hochladen | Kampan ID: 14317                                                                          | 46° 41′ 31″ N, 11° 38′ 56″ O                                      | 8. Sep. 1986 (BLR-LAB 4973)  | Ansitz | KG: Sarns Bauparzelle: 10                                                          |
| ja   | Datei hochladen | Kapelle beim Egarter in Gereuth ID: 14313                                                 | 46° 42′ 14″ N, 11° 37′ 15″ O                                      | 8. Sep. 1986 (BLR-LAB 4973)  | Kapelle | KG: Pfeffersberg Bauparzelle: 147                                                  |
| ja   | Datei hochladen | Kapelle beim Perlunger in Gereuth ID: 14314                                               | 46° 42′ 32″ N, 11° 36′ 56″ O                                      | 8. Sep. 1986 (BLR-LAB 4973)  | Kapelle | KG: Pfeffersberg Grundparzelle: 603                                                |
| BW   | Datei hochladen | Kapelle beim Sader ID: 14099                                                              | 46° 39′ 41″ N, 11° 40′ 52″ O                                      | 8. Sep. 1986 (BLR-LAB 4973)  | Kapelle | KG: Afers Grundparzelle: 311                                                       |
| ja   | Datei hochladen | Kapelle beim Wegscheider in Gereuth ID: 14311                                             | 46° 42′ 26″ N, 11° 36′ 44″ O                                      | 8. Sep. 1986 (BLR-LAB 4973)  | Kapelle | KG: Pfeffersberg Bauparzelle: 138                                                  |
| BW   | Datei hochladen | Kapelle Maria Himmelfahrt beim Burger in Untereben ID: 14312                              | 46° 43′ 23″ N, 11° 38′ 29″ O                                      | 8. Sep. 1986 (BLR-LAB 4973)  | Kapelle | KG: Pfeffersberg Bauparzelle: 140                                                  |
| ja   | Datei hochladen | Kapuzinerkirche und Kloster ID: 14211                                                     | 46° 42′ 47″ N, 11° 39′ 34″ O                                      | 13. Feb. 1984 (BLR-LAB 637)  | Kirche | KG: Brixen Bauparzelle: 264, 265                                                   |
| ja   | Datei hochladen | Karlsburg ID: 14287                                                                       | 46° 42′ 13″ N, 11° 39′ 39″ O                                      | 18. Juni 1958 (MD)           | Ansitz | KG: Milland Bauparzelle: 31                                                        |
| ja   | Datei hochladen | Kassianeum ID: 50302                                                                      | 46° 42′ 54″ N, 11° 39′ 30″ O                                      | 15. Mai 2003 (BLR-LAB 1449)  | Kurhaus, heute Jugendherberge | KG: Brixen Bauparzelle: 222                                                        |
| BW   | Datei hochladen | Khuen in der Mahr ID: 14303                                                               | 46° 41′ 23″ N, 11° 38′ 5″ O                                       | 8. Sep. 1986 (BLR-LAB 4973)  | Ländliches Wohnhaus/Bauernhof | KG: Pfeffersberg Bauparzelle: 96                                                   |
| ja   | Datei hochladen | Kienerhäuser ID: 14274                                                                    | 46° 42′ 44″ N, 11° 39′ 20″ O                                      | 13. Feb. 1984 (BLR-LAB 637)  | Reihenhaussiedlung | KG: Brixen Bauparzelle: 577, 578, 579, 580, 581, 582                               |
| ja   | Datei hochladen | Kirchbergerhaus ID: 14176                                                                 | Domplatz 20 46° 42′ 59″ N, 11° 39′ 26″ O                          | 4. März 1987 (BLR-LAB 887)   | Städtisches Wohnhaus | KG: Brixen Bauparzelle: 202                                                        |
| BW   | Datei hochladen | Kircher in St. Leonhard ID: 14337                                                         | 46° 43′ 5″ N, 11° 41′ 21″ O                                       | 8. Sep. 1986 (BLR-LAB 4973)  | Ländliches Wohnhaus/Bauernhof | KG: Sankt Andrea Bauparzelle: 220/1                                                |
| ja   | Datei hochladen | Kircher in Tschötsch ID: 14300                                                            | 46° 41′ 30″ N, 11° 37′ 56″ O                                      | 11. Feb. 1991 (BLR-LAB 536)  | Ländliches Wohnhaus/Bauernhof | KG: Pfeffersberg Bauparzelle: 75/1                                                 |
| BW   | Datei hochladen | Kircher mit Zuhaus ID: 14102                                                              | 46° 40′ 30″ N, 11° 37′ 59″ O                                      | 8. Sep. 1986 (BLR-LAB 4973)  | Ländliches Wohnhaus/Bauernhof | KG: Albeins Bauparzelle: 18/1, 19                                                  |
| ja   | Datei hochladen | Klarissenkirche St. Elisabeth und Kloster ID: 14209                                       | 46° 42′ 42″ N, 11° 39′ 30″ O                                      | 13. Feb. 1984 (BLR-LAB 637)  | Kirche | KG: Brixen Bauparzelle: 255, 256, 261                                              |
| ja   | Datei hochladen | Kleine Lauben 3 ID: 14167                                                                 | Kleine Lauben 3 46° 42′ 59″ N, 11° 39′ 20″ O                      | 13. Feb. 1984 (BLR-LAB 637)  | Städtisches Wohnhaus | KG: Brixen Bauparzelle: 188/1                                                      |
| ja   | Datei hochladen | Kleine Lauben 5 ID: 14166                                                                 | Kleine Lauben 5 46° 42′ 58″ N, 11° 39′ 20″ O                      | 13. Feb. 1984 (BLR-LAB 637)  | Städtisches Wohnhaus | KG: Brixen Bauparzelle: 187                                                        |
| ja   | Datei hochladen | Kleine Lauben 7 ID: 14165                                                                 | Kleine Lauben 7 46° 42′ 58″ N, 11° 39′ 20″ O                      | 3. Okt. 1951 (MD)            | Städtisches Wohnhaus | KG: Brixen Bauparzelle: 186                                                        |
| ja   | Datei hochladen | Kleine Lauben 7A ID: 14164                                                                | Kleine Lauben 7A 46° 42′ 58″ N, 11° 39′ 20″ O                     | 3. Okt. 1951 (MD)            | Städtisches Wohnhaus | KG: Brixen Bauparzelle: 185                                                        |
| ja   | Datei hochladen | Kleine Lauben 8 - Kleiner Graben 13 ID: 14154                                             | Kleine Lauben 8 - Kleiner Graben 13 46° 42′ 58″ N, 11° 39′ 19″ O  | 3. Okt. 1951 (MD)            | Städtisches Wohnhaus | KG: Brixen Bauparzelle: 147                                                        |
| ja   | Datei hochladen | Kleine Lauben 10-12 ID: 14155                                                             | Kleine Lauben 10-12 46° 42′ 58″ N, 11° 39′ 19″ O                  | 3. Okt. 1951 (MD)            | Städtisches Wohnhaus | KG: Brixen Bauparzelle: 148                                                        |
| ja   | Datei hochladen | Kleine Lauben 11 ID: 14161                                                                | Kleine Lauben 11 46° 42′ 57″ N, 11° 39′ 21″ O                     | 20. Aug. 1952 (MD)           | Städtisches Wohnhaus | KG: Brixen Bauparzelle: 176                                                        |
| ja   | Datei hochladen | Kleiner Graben 5 ID: 14153                                                                | Kleiner Graben 5 46° 42′ 59″ N, 11° 39′ 18″ O                     | 20. Aug. 1952 (MD)           | Städtisches Wohnhaus | KG: Brixen Bauparzelle: 142                                                        |
| ja   | Datei hochladen | Kloster der Englischen Fräulein und St.-Josefs-Kirche ID: 14132                           | 46° 43′ 5″ N, 11° 39′ 21″ O                                       | 13. Feb. 1984 (BLR-LAB 637)  | Kloster | KG: Brixen Bauparzelle: 104/1, 105, 1818 Grundparzelle: 124/1                      |
| ja   | Datei hochladen | Köstlan ID: 14257                                                                         | Köstlanstraße 7-12 46° 42′ 53″ N, 11° 39′ 57″ O                   | 18. Mai 1951 (MD)            | Ansitz | KG: Brixen Bauparzelle: 398/1, 398/2, 398/3, 398/5                                 |
| ja   | Datei hochladen | Krakofl ID: 14260                                                                         | Seeburgstraße 2 46° 43′ 7″ N, 11° 39′ 56″ O                       | 20. Aug. 1952 (MD)           | Städtisches Wohnhaus | KG: Brixen Bauparzelle: 414                                                        |
| ja   | Datei hochladen | Kreuzgasse 1 ID: 14158                                                                    | Kreuzgasse 1 46° 42′ 57″ N, 11° 39′ 16″ O                         | 4. März 1987 (BLR-LAB 887)   | Städtisches Wohnhaus | KG: Brixen Bauparzelle: 162/1                                                      |
| ja   | Datei hochladen | Kreuzgasse 2 ID: 14157                                                                    | Kreuzgasse 2 46° 42′ 58″ N, 11° 39′ 16″ O                         | 21. Aug. 1952 (MD)           | Städtisches Wohnhaus, Hotel Goldenes Kreuz | KG: Brixen Bauparzelle: 152                                                        |
| BW   | Datei hochladen | Kropp mit Kornkasten ID: 14326                                                            | 46° 41′ 40″ N, 11° 40′ 6″ O                                       | 8. Sep. 1986 (BLR-LAB 4973)  | Ländliches Wohnhaus/Bauernhof | KG: Sankt Andrea Bauparzelle: 50, 51                                               |
| ja   | Datei hochladen | Lutzenhaus ID: 50532                                                                      | 46° 43′ 0″ N, 11° 39′ 44″ O                                       | 22. März 2010 (BLR-LAB 502)  | Städtisches Wohnhaus | KG: Brixen Bauparzelle: 396                                                        |
| ja   | Datei hochladen | Mariahilf am Friedhof ID: 14322                                                           | 46° 41′ 53″ N, 11° 40′ 32″ O                                      | 28. Nov. 2005 (BLR-LAB 4577) | Kapelle | KG: Sankt Andrea Bauparzelle: 2                                                    |
| BW   | Datei hochladen | Mariahilfkapelle am Freienbühel mit Vorplatz ID: 14093                                    | 46° 40′ 23″ N, 11° 41′ 20″ O                                      | 28. Nov. 2005 (BLR-LAB 4584) | Kapelle | KG: Afers Bauparzelle: 44 Grundparzelle: 451                                       |
| ja   | Datei hochladen | Mariahilfkirche in Zinggen ID: 14262                                                      | 46° 43′ 31″ N, 11° 39′ 16″ O                                      | 13. Feb. 1984 (BLR-LAB 637)  | Kirche | KG: Brixen Bauparzelle: 423                                                        |
| ja   | Datei hochladen | Mühlgasse 3 ID: 14219                                                                     | Mühlgasse 3 46° 42′ 53″ N, 11° 39′ 33″ O                          | 8. Sep. 1986 (BLR-LAB 4973)  | Städtisches Wohnhaus | KG: Brixen Bauparzelle: 282/1                                                      |
| ja   | Datei hochladen | Nebengebäude beim Wirt an der Mahr (sog. Schmiedhaus) ID: 50460                           | 46° 41′ 48″ N, 11° 38′ 31″ O                                      | 10. Apr. 2007 (BLR-LAB 1162) | Gasthaus | KG: Pfeffersberg Bauparzelle: 102/2                                                |
| ja   | Datei hochladen | Neuhaus ID: 14113                                                                         | Schlachthausgasse 3 46° 43′ 3″ N, 11° 39′ 30″ O                   | 20. Aug. 1952 (MD)           | Ansitz | KG: Brixen Bauparzelle: 14/1                                                       |
| BW   | Datei hochladen | Niederhuber in Mellaun ID: 14325                                                          | 46° 41′ 35″ N, 11° 40′ 8″ O                                       | 8. Sep. 1986 (BLR-LAB 4973)  | Ländliches Wohnhaus/Bauernhof | KG: Sankt Andrea Bauparzelle: 46/1, 46/2                                           |
| ja   | Datei hochladen | Obere Schutzengelgasse 3 ID: 14255                                                        | Obere Schutzengelgasse 3 46° 43′ 1″ N, 11° 39′ 37″ O              | 6. Juli 1951 (MD)            | Städtisches Wohnhaus | KG: Brixen Bauparzelle: 355                                                        |
| ja   | Datei hochladen | Obere Schutzengelgasse 5 ID: 14254                                                        | Obere Schutzengelgasse 5 46° 43′ 0″ N, 11° 39′ 37″ O              | 6. Juli 1951 (MD)            | Städtisches Wohnhaus | KG: Brixen Bauparzelle: 354                                                        |
| ja   | Datei hochladen | Obere Schutzengelgasse 10 ID: 14253                                                       | Obere Schutzengelgasse 10 46° 42′ 59″ N, 11° 39′ 38″ O            | 13. Feb. 1984 (BLR-LAB 637)  | Städtisches Wohnhaus | KG: Brixen Bauparzelle: 351                                                        |
| BW   | Datei hochladen | Oberjaufner ID: 14101                                                                     | 46° 40′ 31″ N, 11° 37′ 55″ O                                      | 28. Nov. 2005 (BLR-LAB 4587) | Ländliches Wohnhaus/Bauernhof | KG: Albeins Bauparzelle: 13                                                        |
| BW   | Datei hochladen | Obermair ID: 14104                                                                        | 46° 40′ 32″ N, 11° 37′ 54″ O                                      | 8. Sep. 1986 (BLR-LAB 4973)  | Ländliches Wohnhaus/Bauernhof | KG: Albeins Bauparzelle: 28/1 Grundparzelle: 96                                    |
| ja   | Datei hochladen | Pallaus mit Park ID: 14316                                                                | 46° 41′ 28″ N, 11° 39′ 0″ O                                       | 8. Sep. 1986 (BLR-LAB 4973)  | Ansitz | KG: Sarns Bauparzelle: 6 Grundparzelle: 1, 10/1, 2, 3, 5/1, 8, 9/1, 9/2            |
| BW   | Datei hochladen | Pediller in St. Leonhard ID: 14339                                                        | 46° 43′ 20″ N, 11° 41′ 0″ O                                       | 8. Sep. 1986 (BLR-LAB 4973)  | Ländliches Wohnhaus/Bauernhof | KG: Sankt Andrea Bauparzelle: 227                                                  |
| BW   | Datei hochladen | Pedoferer ID: 14096                                                                       | 46° 40′ 29″ N, 11° 42′ 44″ O                                      | 8. Sep. 1986 (BLR-LAB 4793)  | Ländliches Wohnhaus/Bauernhof | KG: Afers Bauparzelle: 78                                                          |
| ja   | Datei hochladen | Pestbildstock ID: 14291                                                                   | 46° 42′ 34″ N, 11° 39′ 43″ O                                      | 8. Sep. 1986 (BLR-LAB 4793)  | Bildstock | KG: Milland Bauparzelle: 104/1                                                     |
| ja   | Datei hochladen | Pfarrkirche St. Andreas, Friedhofskapelle und Friedhof ID: 14321                          | 46° 41′ 54″ N, 11° 40′ 33″ O                                      | 28. Nov. 2005 (BLR-LAB 4577) | Kirche | KG: Sankt Andrea Bauparzelle: 1, 3 Grundparzelle: 1                                |
| ja   | Datei hochladen | Pfarrkirche St. Georg mit Friedhof ID: 14095                                              | 46° 40′ 7″ N, 11° 41′ 37″ O                                       | 28. Nov. 2005 (BLR-LAB 4586) | Kirche | KG: Afers Bauparzelle: 53 Grundparzelle: 463                                       |
| ja   | Datei hochladen | Pfarrkirche St. Hermagoras und Fortunat mit Friedhofskapelle und Friedhof ID: 14105       | 46° 40′ 35″ N, 11° 37′ 58″ O                                      | 8. Sep. 1986 (BLR-LAB 4973)  | Kirche | KG: Albeins Bauparzelle: 55, 56, 96                                                |
| ja   | Datei hochladen | Pfarrkirche St. Michael ID: 14186                                                         | 46° 42′ 59″ N, 11° 39′ 28″ O                                      | 13. Feb. 1984 (BLR-LAB 637)  | Kirche | KG: Brixen Bauparzelle: 218/1                                                      |
| ja   | Datei hochladen | Pfarrkirche St. Peter und Paul mit Friedhofskapelle und Friedhof ID: 14281                | 46° 43′ 56″ N, 11° 39′ 59″ O                                      | 28. Nov. 2005 (BLR-LAB 4585) | Kirche | KG: Elvas Bauparzelle: 40 Grundparzelle: 466                                       |
| ja   | Datei hochladen | Pfarrkirche St. Sebastian mit Kirchplatz ID: 14318                                        | 46° 41′ 19″ N, 11° 38′ 51″ O                                      | 8. Sep. 1986 (BLR-LAB 4973)  | Kirche | KG: Sarns Bauparzelle: 18 Grundparzelle: 275                                       |
| ja   | Datei hochladen | Pfarrkirche St. Veit mit Friedhof in Tils ID: 14292                                       | 46° 42′ 38″ N, 11° 37′ 56″ O                                      | 14. Nov. 2005 (BLR-LAB 4262) | Kirche | KG: Pfeffersberg Bauparzelle: 6 Grundparzelle: 202                                 |
| ja   | Datei hochladen | Pfarrplatz 1 ID: 14139                                                                    | Pfarrplatz 1 46° 43′ 0″ N, 11° 39′ 26″ O                          | 18. Mai 1951 (MD)            | Städtisches Wohnhaus | KG: Brixen Bauparzelle: 120                                                        |
| ja   | Datei hochladen | Pfarrplatz 2 ID: 14138                                                                    | Pfarrplatz 2 46° 43′ 1″ N, 11° 39′ 26″ O                          | 18. Mai 1951 (MD)            | Städtisches Wohnhaus | KG: Brixen Bauparzelle: 119/1                                                      |
| ja   | Datei hochladen | Pfarrwidum ID: 14178                                                                      | 46° 42′ 57″ N, 11° 39′ 23″ O                                      | 13. Feb. 1984 (BLR-LAB 637)  | Widum/Kanonikerhaus | KG: Brixen Bauparzelle: 205                                                        |
| ja   | Datei hochladen | Pfarrwidum ID: 14323                                                                      | 46° 41′ 55″ N, 11° 40′ 33″ O                                      | 14. Nov. 2005 (BLR-LAB 4264) | Widum | KG: Sankt Andrea Bauparzelle: 4, 6/1                                               |
| ja   | Datei hochladen | Pfarrwidum in Tschötsch ID: 14301                                                         | 46° 41′ 31″ N, 11° 37′ 57″ O                                      | 8. Sep. 1986 (BLR-LAB 4973)  | Widum/Kanonikerhaus | KG: Pfeffersberg Bauparzelle: 77                                                   |
| ja   | Datei hochladen | Pfaundlerhaus ID: 14137                                                                   | Pfarrplatz 3 46° 43′ 0″ N, 11° 39′ 27″ O                          | 27. März 1952 (MD)           | Städtisches Wohnhaus | KG: Brixen Bauparzelle: 118/2                                                      |
| BW   | Datei hochladen | Pichler in Payrdorf ID: 14298                                                             | 46° 41′ 50″ N, 11° 38′ 4″ O                                       | 8. Sep. 1986 (BLR-LAB 4973)  | Ländliches Wohnhaus/Bauernhof | KG: Pfeffersberg Bauparzelle: 67                                                   |
| ja   | Datei hochladen | Plabach ID: 14338                                                                         | 46° 42′ 57″ N, 11° 40′ 10″ O                                      | 9. Juli 1952 (MD)            | Ansitz | KG: Sankt Andrea Bauparzelle: 226/1                                                |
| ja   | Datei hochladen | Platsch ID: 14284                                                                         | 46° 42′ 20″ N, 11° 39′ 51″ O                                      | 8. Sep. 1986 (BLR-LAB 4973)  | Ländliches Wohnhaus/Bauernhof | KG: Milland Bauparzelle: 15, 17                                                    |
| ja   | Datei hochladen | Graf-Platz-Haus ID: 14224                                                                 | Griesgasse 18 46° 42′ 57″ N, 11° 39′ 35″ O                        | 13. Feb. 1984 (BLR-LAB 637)  | Städtisches Wohnhaus. Spätgotischer Bau mit Zinnengiebel und Eck-Erkerturm, an der Südseite Sonnenuhr und Enzenberg-Wappen. Bis um 1600 Ansitz der Familien von Wolkenstein und Mohrenberg, seit 1604 der von Enzenberg. 1770 von den Grafen Platz erworben, seit 1824 in Besitz des Priesterseminars. | KG: Brixen Bauparzelle: 289                                                        |
| BW   | Datei hochladen | Platzlunger und Kapelle ID: 14107                                                         | 46° 40′ 40″ N, 11° 38′ 45″ O                                      | 28. Nov. 2005 (BLR-LAB 4580) | Ländliches Wohnhaus/Bauernhof | KG: Albeins Bauparzelle: 90                                                        |
| ja   | Datei hochladen | Priesterseminar mit Heiligkreuzkirche ID: 14223                                           | Seminarplatz 4 46° 42′ 55″ N, 11° 39′ 34″ O                       | 13. Feb. 1984 (BLR-LAB 637)  | vierflügeliger Bau aus der zweiten Hälfte des 18. Jahrhunderts, barocke Bibliothek der Philosophisch-Theologischen Hochschule Brixen und Heiligkreuzkirche | KG: Brixen Bauparzelle: 287/1, 288                                                 |
| ja   | Datei hochladen | Putzer ID: 14279                                                                          | 46° 43′ 24″ N, 11° 39′ 39″ O                                      | 20. Aug. 1952 (MD)           | Ländliches Wohnhaus/Bauernhof | KG: Elvas Bauparzelle: 19                                                          |
| ja   | Datei hochladen | Rathaus ID: 14175                                                                         | Große Lauben 5 46° 42′ 59″ N, 11° 39′ 24″ O                       | 13. Feb. 1984 (BLR-LAB 637)  | Verwaltungsbau | KG: Brixen Bauparzelle: 200                                                        |
| BW   | Datei hochladen | Razötz ID: 14289                                                                          | 46° 41′ 44″ N, 11° 39′ 29″ O                                      | 8. Sep. 1986 (BLR-LAB 4973)  | Ländliches Wohnhaus/Bauernhof | KG: Milland Bauparzelle: 36                                                        |
| ja   | Datei hochladen | Reinegg in der Mahr ID: 14304                                                             | 46° 41′ 34″ N, 11° 38′ 21″ O                                      | 8. Sep. 1986 (BLR-LAB 4973)  | Ansitz | KG: Pfeffersberg Bauparzelle: 97                                                   |
| ja   | Datei hochladen | Runggadgasse 1 ID: 14218                                                                  | Runggadgasse 1 46° 42′ 53″ N, 11° 39′ 32″ O                       | 6. Juli 1951 (MD)            | Städtisches Wohnhaus | KG: Brixen Bauparzelle: 280                                                        |
| ja   | Datei hochladen | Runggadgasse 2 ID: 18038                                                                  | Runggadgasse 2 46° 42′ 53″ N, 11° 39′ 31″ O                       | 13. Feb. 1984 (BLR-LAB 637)  | Städtisches Wohnhaus | KG: Brixen Bauparzelle: 239/2                                                      |
| ja   | Datei hochladen | Runggadgasse 3 ID: 14217                                                                  | Runggadgasse 3 46° 42′ 52″ N, 11° 39′ 32″ O                       | 6. Juli 1951 (MD)            | Städtisches Wohnhaus | KG: Brixen Bauparzelle: 279                                                        |
| ja   | Datei hochladen | Runggadgasse 4 ID: 14200                                                                  | Runggadgasse 4 46° 42′ 52″ N, 11° 39′ 32″ O                       | 13. Feb. 1984 (BLR-LAB 637)  | Städtisches Wohnhaus | KG: Brixen Bauparzelle: 239/1                                                      |
| ja   | Datei hochladen | Runggadgasse 5 ID: 14216                                                                  | Runggadgasse 5 46° 42′ 52″ N, 11° 39′ 33″ O                       | 13. Feb. 1984 (BLR-LAB 637)  | Städtisches Wohnhaus | KG: Brixen Bauparzelle: 278                                                        |
| ja   | Datei hochladen | Runggadgasse 6 ID: 14201                                                                  | Runggadgasse 6 46° 42′ 52″ N, 11° 39′ 32″ O                       | 13. Feb. 1984 (BLR-LAB 637)  | Städtisches Wohnhaus | KG: Brixen Bauparzelle: 240                                                        |
| ja   | Datei hochladen | Runggadgasse 7 ID: 14215                                                                  | Runggadgasse 7 46° 42′ 51″ N, 11° 39′ 33″ O                       | 13. Feb. 1984 (BLR-LAB 637)  | Städtisches Wohnhaus | KG: Brixen Bauparzelle: 277                                                        |
| ja   | Datei hochladen | Runggadgasse 8 ID: 14202                                                                  | Runggadgasse 8 46° 42′ 52″ N, 11° 39′ 32″ O                       | 13. Feb. 1984 (BLR-LAB 637)  | Städtisches Wohnhaus | KG: Brixen Bauparzelle: 241                                                        |
| ja   | Datei hochladen | Runggadgasse 10 ID: 14203                                                                 | Runggadgasse 10 46° 42′ 51″ N, 11° 39′ 32″ O                      | 18. Mai 1987 (BLR-LAB 2614)  | Städtisches Wohnhaus | KG: Brixen Bauparzelle: 242/1                                                      |
| ja   | Datei hochladen | Runggadgasse 11 ID: 14214                                                                 | Runggadgasse 11 46° 42′ 50″ N, 11° 39′ 34″ O                      | 13. Feb. 1984 (BLR-LAB 637)  | Städtisches Wohnhaus | KG: Brixen Bauparzelle: 271                                                        |
| ja   | Datei hochladen | Runggadgasse 12 ID: 14204                                                                 | Runggadgasse 12 46° 42′ 50″ N, 11° 39′ 32″ O                      | 3. Okt. 1951 (MD)            | Städtisches Wohnhaus | KG: Brixen Bauparzelle: 243                                                        |
| ja   | Datei hochladen | Runggadgasse 14A ID: 14205                                                                | Runggadgasse 14A 46° 42′ 49″ N, 11° 39′ 33″ O                     | 3. Okt. 1951 (MD)            | Städtisches Wohnhaus | KG: Brixen Bauparzelle: 244                                                        |
| ja   | Datei hochladen | Runggadgasse 15 ID: 14213                                                                 | Runggadgasse 15 46° 42′ 48″ N, 11° 39′ 34″ O                      | 13. Feb. 1984 (BLR-LAB 637)  | Städtisches Wohnhaus | KG: Brixen Bauparzelle: 270/1 Grundparzelle: 218/2                                 |
| ja   | Datei hochladen | Runggadgasse 16 ID: 14206                                                                 | Runggadgasse 16 46° 42′ 49″ N, 11° 39′ 33″ O                      | 13. Feb. 1984 (BLR-LAB 637)  | Städtisches Wohnhaus | KG: Brixen Bauparzelle: 246                                                        |
| ja   | Datei hochladen | Runggadgasse 18 ID: 50306                                                                 | Runggadgasse 18 46° 42′ 49″ N, 11° 39′ 33″ O                      | 5. Juli 1993 (BLR-LAB 3908)  | Städtisches Wohnhaus | KG: Brixen Bauparzelle: 247                                                        |
| ja   | Datei hochladen | Runggadgasse 20 ID: 14207                                                                 | Runggadgasse 20 46° 42′ 48″ N, 11° 39′ 33″ O                      | 13. Feb. 1984 (BLR-LAB 637)  | Städtisches Wohnhaus | KG: Brixen Bauparzelle: 248                                                        |
| ja   | Datei hochladen | Runggadgasse 21 ID: 14212                                                                 | Runggadgasse 21 46° 42′ 47″ N, 11° 39′ 34″ O                      | 20. Nov. 1961 (MD)           | Städtisches Wohnhaus | KG: Brixen Bauparzelle: 266, 268/2, 268/3, 270/2                                   |
| ja   | Datei hochladen | Runggadgasse 24 ID: 14208                                                                 | Runggadgasse 24 46° 42′ 46″ N, 11° 39′ 32″ O                      | 13. Feb. 1984 (BLR-LAB 637)  | Städtisches Wohnhaus | KG: Brixen Bauparzelle: 253                                                        |
| ja   | Datei hochladen | Säbnertorgasse 1 - Kleiner Graben 3 ID: 14151                                             | Säbnertorgasse 1 - Kleiner Graben 3 46° 42′ 59″ N, 11° 39′ 19″ O  | 21. Aug. 1952 (MD)           | Städtisches Wohnhaus | KG: Brixen Bauparzelle: 139                                                        |
| ja   | Datei hochladen | Säbnertorgasse 3A ID: 14150                                                               | Säbnertorgasse 3A 46° 43′ 0″ N, 11° 39′ 19″ O                     | 13. Feb. 1984 (BLR-LAB 637)  | Städtisches Wohnhaus | KG: Brixen Bauparzelle: 138                                                        |
| ja   | Datei hochladen | Sarnfeld mit Nebengebäuden und Garten ID: 14319                                           | 46° 41′ 13″ N, 11° 38′ 52″ O                                      | 8. Sep. 1986 (BLR-LAB 4973)  | Ansitz | KG: Sarns Bauparzelle: 23/1, 23/2, 23/5, 24 Grundparzelle: 236/1, 236/2            |
| ja   | Datei hochladen | Scheuchegg ID: 14198                                                                      | Brunogasse 3 46° 42′ 53″ N, 11° 39′ 30″ O                         | 13. Feb. 1984 (BLR-LAB 637)  | Städtisches Wohnhaus | KG: Brixen Bauparzelle: 236                                                        |
| ja   | Datei hochladen | Schlipfgasse 2 ID: 50587                                                                  | Schlipfgasse 2 46° 43′ 2″ N, 11° 39′ 36″ O                        | 3. Feb. 2015 (BLR-LAB 132)   | mehrgeschoßiges Stadthaus mit mittelalterlichem Kernbestand, frühneuzeitliche Fassadenmalerei | KG: Brixen Bauparzelle: 357                                                        |
| ja   | Datei hochladen | Schutzengelkirche in Stufels ID: 14244                                                    | 46° 42′ 59″ N, 11° 39′ 38″ O                                      | 13. Feb. 1984 (BLR-LAB 637)  | Kirche | KG: Brixen Bauparzelle: 326                                                        |
| ja   | Datei hochladen | Seeburg ID: 14259                                                                         | 46° 43′ 10″ N, 11° 40′ 7″ O                                       | 21. Aug. 1952 (MD)           | Ansitz | KG: Brixen Bauparzelle: 410/1, 410/2                                               |
| BW   | Datei hochladen | Sigmund in Pinzagen ID: 14308                                                             | 46° 42′ 25″ N, 11° 38′ 20″ O                                      | 8. Sep. 1986 (BLR-LAB 4973)  | Ländliches Wohnhaus/Bauernhof | KG: Pfeffersberg Bauparzelle: 111                                                  |
| ja   | Datei hochladen | Sonnentor ID: 14159                                                                       | 46° 42′ 57″ N, 11° 39′ 18″ O                                      | 13. Feb. 1984 (BLR-LAB 637)  | Befestigungsanlagen; auch Kreuztor genannt. | KG: Brixen Bauparzelle: 163                                                        |
| ja   | Datei hochladen | St. Cyrill bei Tils ID: 14309                                                             | 46° 42′ 46″ N, 11° 38′ 13″ O                                      | 14. Nov. 2005 (BLR-LAB 4261) | Kirche | KG: Pfeffersberg Bauparzelle: 123                                                  |
| ja   | Datei hochladen | St. Gotthard und Erhard ID: 14160                                                         | 46° 42′ 57″ N, 11° 39′ 20″ O                                      | 13. Feb. 1984 (BLR-LAB 637)  | Kirche | KG: Brixen Bauparzelle: 175                                                        |
| ja   | Datei hochladen | St. Jakob in der Mahr ID: 14305                                                           | 46° 41′ 34″ N, 11° 38′ 22″ O                                      | 8. Mai 1950 (MD)             | Kirche | KG: Pfeffersberg Bauparzelle: 98                                                   |
| ja   | Datei hochladen | St. Jakob mit Friedhof ID: 14092                                                          | 46° 40′ 22″ N, 11° 40′ 22″ O                                      | 28. Nov. 2005 (BLR-LAB 4583) | Kirche | KG: Afers Bauparzelle: 12 Grundparzelle: 222                                       |
| ja   | Datei hochladen | St. Johann mit Friedhof in Tschötsch ID: 14302                                            | 46° 41′ 30″ N, 11° 37′ 56″ O                                      | 28. Nov. 2005 (BLR-LAB 4581) | Kirche | KG: Pfeffersberg Bauparzelle: 78 Grundparzelle: 1309                               |
| ja   | Datei hochladen | St. Johann mit Kirchplatz in Karnol ID: 14333                                             | 46° 42′ 50″ N, 11° 40′ 52″ O                                      | 28. Nov. 2005 (BLR-LAB 4582) | Kirche | KG: Sankt Andrea Bauparzelle: 154 Grundparzelle: 2105                              |
| ja   | Datei hochladen | St. Johann mit Kirchplatz in Mellaun ID: 14327                                            | 46° 41′ 41″ N, 11° 40′ 8″ O                                       | 8. Sep. 1986 (BLR-LAB 4973)  | Kirche | KG: Sankt Andrea Bauparzelle: 52 Grundparzelle: 409                                |
| ja   | Datei hochladen | St. Johannes im Kreuzgang ID: 14183                                                       | 46° 42′ 55″ N, 11° 39′ 28″ O                                      | 13. Feb. 1984 (BLR-LAB 637)  | Kirche | KG: Brixen Bauparzelle: 213                                                        |
| ja   | Datei hochladen | St. Johannes mit Umfriedung in Tötschling ID: 14293                                       | 46° 41′ 40″ N, 11° 37′ 26″ O                                      | 14. Nov. 2005 (BLR-LAB 4257) | Kirche | KG: Pfeffersberg Bauparzelle: 42 Grundparzelle: 956                                |
| ja   | Datei hochladen | St.-Johannes-Nepomuk-Statue an der Adlerbrücke ID: 14276                                  | 46° 43′ 0″ N, 11° 39′ 32″ O                                       | 13. Feb. 1984 (BLR-LAB 637)  | Denkmal | KG: Brixen Grundparzelle: 245/1                                                    |
| ja   | Datei hochladen | St.-Johannes-Nepomuk-Statue in den Rappanlagen ID: 14277                                  | 46° 42′ 52″ N, 11° 39′ 39″ O                                      | 13. Feb. 1984 (BLR-LAB 637)  | Denkmal | KG: Brixen Grundparzelle: 306/1                                                    |
| BW   | Datei hochladen | St. Leonhard mit Friedhof ID: 14336                                                       | 46° 43′ 5″ N, 11° 41′ 24″ O                                       | 14. Nov. 2005 (BLR-LAB 4265) | Kirche | KG: Sankt Andrea Bauparzelle: 217 Grundparzelle: 2845                              |
| ja   | Datei hochladen | St. Margareth ID: 14103                                                                   | 46° 40′ 32″ N, 11° 37′ 57″ O                                      | 8. Sep. 1986 (BLR-LAB 4973)  | Kirche | KG: Albeins Bauparzelle: 22                                                        |
| ja   | Datei hochladen | St. Nikolaus in Tötschling ID: 14294                                                      | 46° 41′ 42″ N, 11° 37′ 33″ O                                      | 14. Nov. 2005 (BLR-LAB 4260) | Kirche | KG: Pfeffersberg Bauparzelle: 47                                                   |
| ja   | Datei hochladen | St. Nikolaus mit Kirchplatz in Klerant ID: 14330                                          | 46° 41′ 16″ N, 11° 39′ 36″ O                                      | 14. Nov. 2005 (BLR-LAB 4263) | Kirche | KG: Sankt Andrea Bauparzelle: 86 Grundparzelle: 810                                |
| ja   | Datei hochladen | St. Ulrich in Pinzagen mit Friedhof ID: 14307                                             | 46° 42′ 23″ N, 11° 38′ 23″ O                                      | 14. Nov. 2005 (BLR-LAB 4256) | Kirche | KG: Pfeffersberg Bauparzelle: 108 Grundparzelle: 1681                              |
| ja   | Datei hochladen | Stadelgasse 14 ID: 14127                                                                  | Stadelgasse 14 46° 43′ 6″ N, 11° 39′ 15″ O                        | 15. Feb. 1985 (BLR-LAB 687)  | Städtisches Wohnhaus | KG: Brixen Bauparzelle: 82/1                                                       |
| BW   | Datei hochladen | Stadelgasse 15 ID: 50531                                                                  | Stadelgasse 15 46° 43′ 6″ N, 11° 39′ 14″ O                        | 22. März 2010 (BLR-LAB 501)  | Städtisches Wohnhaus, auch Pruggerhaus oder Haus Paolina | KG: Brixen Bauparzelle: 55                                                         |
| ja   | Datei hochladen | Stadelgasse 16 ID: 14128                                                                  | Stadelgasse 16 46° 43′ 6″ N, 11° 39′ 15″ O                        | 13. Feb. 1984 (BLR-LAB 637)  | Städtisches Wohnhaus | KG: Brixen Bauparzelle: 83/1                                                       |
| ja   | Datei hochladen | Stuflergasse 10 ID: 14238                                                                 | Stuflergasse 10 46° 43′ 1″ N, 11° 39′ 34″ O                       | 20. Aug. 1952 (MD)           | Städtisches Wohnhaus | KG: Brixen Bauparzelle: 311                                                        |
| ja   | Datei hochladen | Tertiarinnenkloster mit Kirche und Garten ID: 50305                                       | 46° 42′ 48″ N, 11° 39′ 33″ O                                      | 17. März 2003 (BLR-LAB 789)  | Ländliches Wohnhaus/Bauernhof | KG: Brixen Bauparzelle: 249 Grundparzelle: 958/4                                   |
| BW   | Datei hochladen | Thalhofer in Untereben ID: 14310                                                          | 46° 42′ 57″ N, 11° 38′ 38″ O                                      | 8. Sep. 1986 (BLR-LAB 4973)  | Ländliches Wohnhaus/Bauernhof | KG: Pfeffersberg Bauparzelle: 127                                                  |
| ja   | Datei hochladen | Trattengasse 2 ID: 14120                                                                  | Trattengasse 2 46° 43′ 9″ N, 11° 39′ 22″ O                        | 19. Juli 1952 (MD)           | Städtisches Wohnhaus | KG: Brixen Bauparzelle: 38                                                         |
| ja   | Datei hochladen | Trattengasse 8 ID: 14121                                                                  | Trattengasse 8 46° 43′ 9″ N, 11° 39′ 20″ O                        | 30. Sep. 1991 (BLR-LAB 5745) | Städtisches Wohnhaus | KG: Brixen Bauparzelle: 41                                                         |
| ja   | Datei hochladen | Trattengasse 17 ID: 14130                                                                 | Trattengasse 17 46° 43′ 8″ N, 11° 39′ 18″ O                       | 19. Juli 1952 (MD)           | Städtisches Wohnhaus | KG: Brixen Bauparzelle: 86                                                         |
| ja   | Datei hochladen | Trattengasse 18 ID: 14122                                                                 | Trattengasse 18 46° 43′ 9″ N, 11° 39′ 18″ O                       | 19. Juli 1952 (MD)           | Städtisches Wohnhaus | KG: Brixen Bauparzelle: 46                                                         |
| ja   | Datei hochladen | Trattengasse 21 ID: 14129                                                                 | Trattengasse 21 46° 43′ 7″ N, 11° 39′ 14″ O                       | 13. Feb. 1984 (BLR-LAB 637)  | Städtisches Wohnhaus | KG: Brixen Bauparzelle: 84                                                         |
| ja   | Datei hochladen | Trattengasse 22 ID: 14123                                                                 | Trattengasse 22 46° 43′ 9″ N, 11° 39′ 16″ O                       | 19. Juli 1952 (MD)           | Städtisches Wohnhaus | KG: Brixen Bauparzelle: 48                                                         |
| ja   | Datei hochladen | Trattengasse 26 ID: 18037                                                                 | Trattengasse 26 46° 43′ 9″ N, 11° 39′ 15″ O                       | 20. Aug. 1952 (MD)           | Städtisches Wohnhaus | KG: Brixen Bauparzelle: 50                                                         |
| ja   | Datei hochladen | Unsere Liebe Frau im Kreuzgang ID: 14185                                                  | 46° 42′ 56″ N, 11° 39′ 27″ O                                      | 13. Feb. 1984 (BLR-LAB 637)  | Kirche | KG: Brixen Bauparzelle: 215                                                        |
| BW   | Datei hochladen | Unsere Liebe Frau von den Sieben Schmerzen ID: 14263                                      | 46° 42′ 56″ N, 11° 39′ 1″ O                                       | 13. Feb. 1984 (BLR-LAB 637)  | Kirche | KG: Brixen Bauparzelle: 459                                                        |
| ja   | Datei hochladen | Unterdrittelgasse 6 ID: 14245                                                             | Unterdrittelgasse 6 46° 42′ 59″ N, 11° 39′ 39″ O                  | 13. Feb. 1984 (BLR-LAB 637)  | Städtisches Wohnhaus | KG: Brixen Bauparzelle: 338                                                        |
| ja   | Datei hochladen | Unterdrittelgasse 7 ID: 14252                                                             | Unterdrittelgasse 7 46° 42′ 59″ N, 11° 39′ 40″ O                  | 13. Feb. 1984 (BLR-LAB 637)  | Städtisches Wohnhaus | KG: Brixen Bauparzelle: 346                                                        |
| ja   | Datei hochladen | Unterdrittelgasse 8 ID: 14246                                                             | Unterdrittelgasse 8 46° 42′ 59″ N, 11° 39′ 40″ O                  | 13. Feb. 1984 (BLR-LAB 637)  | Städtisches Wohnhaus | KG: Brixen Bauparzelle: 339                                                        |
| ja   | Datei hochladen | Unterdrittelgasse 9 ID: 14251                                                             | Unterdrittelgasse 9 46° 42′ 59″ N, 11° 39′ 40″ O                  | 13. Feb. 1984 (BLR-LAB 637)  | Städtisches Wohnhaus | KG: Brixen Bauparzelle: 345                                                        |
| ja   | Datei hochladen | Unterdrittelgasse 10 ID: 14247                                                            | Unterdrittelgasse 10 46° 42′ 59″ N, 11° 39′ 40″ O                 | 13. Feb. 1984 (BLR-LAB 637)  | Städtisches Wohnhaus | KG: Brixen Bauparzelle: 340                                                        |
| ja   | Datei hochladen | Unterdrittelgasse 11 ID: 14250                                                            | Unterdrittelgasse 11 46° 42′ 59″ N, 11° 39′ 41″ O                 | 13. Feb. 1984 (BLR-LAB 637)  | Städtisches Wohnhaus | KG: Brixen Bauparzelle: 344                                                        |
| ja   | Datei hochladen | Unterdrittelgasse 14 ID: 14248                                                            | Unterdrittelgasse 14 46° 42′ 59″ N, 11° 39′ 41″ O                 | 13. Feb. 1984 (BLR-LAB 637)  | Städtisches Wohnhaus | KG: Brixen Bauparzelle: 342                                                        |
| ja   | Datei hochladen | Unterdrittelgasse 16 ID: 14249                                                            | Unterdrittelgasse 16 46° 42′ 59″ N, 11° 39′ 41″ O                 | 20. Aug. 1952 (MD)           | Städtisches Wohnhaus | KG: Brixen Bauparzelle: 343                                                        |
| ja   | Datei hochladen | Untere Schutzengelgasse 3 ID: 14239                                                       | Untere Schutzengelgasse 3 46° 43′ 1″ N, 11° 39′ 36″ O             | 4. März 1987 (BLR-LAB 887)   | Städtisches Wohnhaus | KG: Brixen Bauparzelle: 317                                                        |
| ja   | Datei hochladen | Untere Schutzengelgasse 4 ID: 14242                                                       | Untere Schutzengelgasse 4 46° 43′ 0″ N, 11° 39′ 36″ O             | 9. Aug. 1988 (BLR-LAB 5149)  | Städtisches Wohnhaus | KG: Brixen Bauparzelle: 320                                                        |
| ja   | Datei hochladen | Untere Schutzengelgasse 5 ID: 14240                                                       | Untere Schutzengelgasse 5 46° 43′ 0″ N, 11° 39′ 36″ O             | 13. Feb. 1984 (BLR-LAB 637)  | Städtisches Wohnhaus | KG: Brixen Bauparzelle: 318                                                        |
| ja   | Datei hochladen | Untere Schutzengelgasse 7 ID: 14241                                                       | Untere Schutzengelgasse 7 46° 43′ 0″ N, 11° 39′ 37″ O             | 4. März 1987 (BLR-LAB 887)   | Städtisches Wohnhaus | KG: Brixen Bauparzelle: 319                                                        |
| ja   | Datei hochladen | Untere Schutzengelgasse 9 ID: 14243                                                       | Untere Schutzengelgasse 9 46° 43′ 0″ N, 11° 39′ 37″ O             | 13. Feb. 1984 (BLR-LAB 637)  | Städtisches Wohnhaus | KG: Brixen Bauparzelle: 325                                                        |
| BW   | Datei hochladen | Untermair ID: 14100                                                                       | 46° 40′ 30″ N, 11° 37′ 50″ O                                      | 28. Nov. 2005 (BLR-LAB 4588) | Ländliches Wohnhaus/Bauernhof | KG: Albeins Bauparzelle: 9/1                                                       |
| BW   | Datei hochladen | Veitmoar in Moardorf ID: 14331                                                            | 46° 42′ 16″ N, 11° 40′ 37″ O                                      | 8. Sep. 1986 (BLR-LAB 4973)  | Ländliches Wohnhaus/Bauernhof | KG: Sankt Andrea Bauparzelle: 134                                                  |
| ja   | Datei hochladen | Villa Adele ID: 14266                                                                     | Bahnhofstraße 18 46° 42′ 54″ N, 11° 39′ 16″ O                     | 13. Feb. 1984 (BLR-LAB 637)  | Villa/Sommerfrischhaus | KG: Brixen Bauparzelle: 518                                                        |
| ja   | Datei hochladen | Villa Covi ID: 14181                                                                      | 46° 42′ 55″ N, 11° 39′ 23″ O                                      | 13. Feb. 1984 (BLR-LAB 637)  | Villa/Sommerfrischhaus | KG: Brixen Bauparzelle: 210                                                        |
| BW   | Datei hochladen | Villa Durst ID: 50645                                                                     | 46° 42′ 11″ N, 11° 39′ 27″ O                                      | 11. Okt. 2022 (BLR-LAB 741)  | von Othmar Barth geplante Villa | KG: Milland Bauparzelle: 264 Grundparzelle: 326/3                                  |
| ja   | Datei hochladen | Villa Edelweiß mit Nebengebäude ID: 14267                                                 | 46° 43′ 3″ N, 11° 39′ 42″ O                                       | 13. Feb. 1984 (BLR-LAB 637)  | Villa/Sommerfrischhaus; das Nebengebäude liegt nördlich der Villa. | KG: Brixen Bauparzelle: 519/1, 519/2                                               |
| ja   | Datei hochladen | Villa Frohsinn (Nana) ID: 14272                                                           | Elvaser Straße 36 46° 43′ 2″ N, 11° 39′ 44″ O                     | 13. Feb. 1984 (BLR-LAB 637)  | Villa/Sommerfrischhaus | KG: Brixen Bauparzelle: 564                                                        |
| ja   | Datei hochladen | Villa Heimat (Tirolerheim) ID: 14268                                                      | 46° 42′ 50″ N, 11° 39′ 42″ O                                      | 13. Feb. 1984 (BLR-LAB 637)  | Villa/Sommerfrischhaus | KG: Brixen Bauparzelle: 527                                                        |
| ja   | Datei hochladen | Villa Kunz ID: 14269                                                                      | Rienzdamm 2 46° 42′ 51″ N, 11° 39′ 43″ O                          | 4. März 1987 (BLR-LAB 887)   | Villa/Sommerfrischhaus | KG: Brixen Bauparzelle: 534                                                        |
| ja   | Datei hochladen | Villa Lugegg ID: 14270                                                                    | Elvaser Straße 43 46° 43′ 4″ N, 11° 39′ 44″ O                     | 13. Feb. 1984 (BLR-LAB 637)  | Villa/Sommerfrischhaus | KG: Brixen Bauparzelle: 540                                                        |
| ja   | Datei hochladen | Villa Marzari ID: 50453                                                                   | 46° 43′ 8″ N, 11° 39′ 13″ O                                       | 27. Jan. 1992 (BLR-LAB 305)  | Villa/Sommerfrischhaus | KG: Brixen Bauparzelle: 52/2                                                       |
| ja   | Datei hochladen | Villa Rifesser mit Garten und Nebengebäude ID: 14265                                      | 46° 42′ 40″ N, 11° 39′ 3″ O                                       | 4. März 1987 (BLR-LAB 887)   | Villa/Sommerfrischhaus; das Nebengebäude befindet sich östlich der Villa. | KG: Brixen Bauparzelle: 1785, 516 Grundparzelle: 942                               |
| ja   | Datei hochladen | Villa Sabiona ID: 14271                                                                   | 46° 42′ 49″ N, 11° 39′ 42″ O                                      | 13. Feb. 1984 (BLR-LAB 637)  | Villa/Sommerfrischhaus | KG: Brixen Bauparzelle: 553                                                        |
| ja   | Datei hochladen | Villa Tavella ID: 50362                                                                   | 46° 42′ 50″ N, 11° 39′ 13″ O                                      | 30. Dez. 2004 (BLR-LAB 4968) | Ansitz | KG: Brixen Bauparzelle: 525                                                        |
| ja   | Datei hochladen | Villa Unterpertinger ID: 50262                                                            | Fallmerayerstraße 9 46° 42′ 49″ N, 11° 39′ 11″ O                  | 14. Apr. 2003 (BLR-LAB 1207) | Ansitz | KG: Brixen Bauparzelle: 488                                                        |
| ja   | Datei hochladen | Vilseck ID: 14290                                                                         | 46° 42′ 8″ N, 11° 39′ 32″ O                                       | 8. Sep. 1986 (BLR-LAB 4973)  | Ansitz | KG: Milland Bauparzelle: 233, 91                                                   |
| ja   | Datei hochladen | Vinzentinum mit Herz-Jesu-Kirche ID: 14264                                                | Brennerstraße 37 46° 43′ 28″ N, 11° 39′ 12″ O                     | 13. Feb. 1984 (BLR-LAB 637)  | Schule | KG: Brixen Bauparzelle: 478, 719                                                   |
| BW   | Datei hochladen | Walkner ID: 14278                                                                         | 46° 43′ 9″ N, 11° 39′ 36″ O                                       | 20. Aug. 1952 (MD)           | Ländliches Wohnhaus/Bauernhof | KG: Elvas Bauparzelle: 1                                                           |
| ja   | Datei hochladen | Walkner in Kranebitt ID: 18093                                                            | 46° 43′ 9″ N, 11° 39′ 37″ O                                       | 21. Okt. 1991 (BLR-LAB 6241) | Städtisches Wohnhaus | KG: Brixen Bauparzelle: 388                                                        |
| ja   | Datei hochladen | Waltherhaus ID: 14133                                                                     | Altenmarktgasse 1 46° 43′ 2″ N, 11° 39′ 26″ O                     | 13. Feb. 1984 (BLR-LAB 637)  | Ansitz | KG: Brixen Bauparzelle: 114                                                        |
| BW   | Datei hochladen | Weiß in Payrdorf ID: 14296                                                                | 46° 41′ 51″ N, 11° 37′ 46″ O                                      | 8. Sep. 1986 (BLR-LAB 4973)  | Ländliches Wohnhaus/Bauernhof | KG: Pfeffersberg Bauparzelle: 60                                                   |
| ja   | Datei hochladen | Weißenturmgasse 1 ID: 14136                                                               | Weißenturmgasse 1 46° 43′ 0″ N, 11° 39′ 28″ O                     | 20. Aug. 1952 (MD)           | Städtisches Wohnhaus | KG: Brixen Bauparzelle: 117                                                        |
| ja   | Datei hochladen | Weißenturmgasse 3 ID: 14135                                                               | Weißenturmgasse 3 46° 43′ 1″ N, 11° 39′ 28″ O                     | 20. Aug. 1952 (MD)           | Städtisches Wohnhaus | KG: Brixen Bauparzelle: 116                                                        |
| ja   | Datei hochladen | Widmann in Klerant ID: 14329                                                              | Klerant 191 46° 41′ 18″ N, 11° 39′ 39″ O                          | 8. Sep. 1986 (BLR-LAB 4973)  | Ländliches Wohnhaus/Bauernhof | KG: Sankt Andrea Bauparzelle: 81                                                   |
| ja   | Datei hochladen | Widmannbrücke ID: 50629                                                                   | 46° 42′ 50″ N, 11° 39′ 39″ O                                      | 11. Mai 2021 (BLR-LAB 423)   | 1883 erbaute Bogenfachwerkbrücke auf Widerlagern aus Natursteinmauerwerk; überspannt Zusammenfluss von Rienz und Eisack bei den Rapp-Anlagen; benannt nach dem damaligen Statthalter von Tirol Bohuslav von Widmann. | KG: Brixen                                                                         |
| BW   | Datei hochladen | Winkelhof ID: 14228                                                                       | Seminarplatz 1 46° 42′ 56″ N, 11° 39′ 32″ O                       | 13. Feb. 1984 (BLR-LAB 637)  | Städtisches Wohnhaus | KG: Brixen Bauparzelle: 296                                                        |
| ja   | Datei hochladen | Wirt an der Mahr ID: 14306                                                                | Mahr 116 46° 41′ 48″ N, 11° 38′ 32″ O                             | 27. Juni 1983 (BLR-LAB 3788) | Gasthaus | KG: Pfeffersberg Bauparzelle: 102/1                                                |
| ja   | Datei hochladen | Zephyr (Rindl) ID: 14288                                                                  | 46° 42′ 5″ N, 11° 39′ 36″ O                                       | 2. Juni 1998 (BLR-LAB 2371)  | Ansitz | KG: Milland Bauparzelle: 35/5                                                      |

Falls bei einem Baudenkmal keine Koordinaten bekannt sind, werden ersatzweise die Katasterdaten zum Zeitpunkt der Unterschutzstellung angegeben. Diese sind weder offiziell noch zwingend aktuell.
Die vom Landesdenkmalamt übernommenen Adressen können veraltet sein.
| Foto:   | Fotografie des Denkmals. Klicken des Fotos erzeugt eine vergrößerte Ansicht. Daneben finden sich zwei Symbole: |
| ID      | Identifikator beim Südtiroler Landesdenkmalamt                                                                 |
| KG      | Katastralgemeinde                                                                                              |
| MD      | Ministerialdekret                                                                                              |
| BLR-LAB | Beschluss der Landesregierung – Landesausschussbeschluss                                                       |

## Ehemalige Baudenkmäler
| Foto |                 | Bezeichnung                         | Standort                     | Eintragung                  | Beschreibung | Metadaten                        |
| ---- | --------------- | ----------------------------------- | ---------------------------- | --------------------------- | --- | -------------------------------- |
| ja   | Datei hochladen | Weingartner in Tötschling ID: 14295 | 46° 41′ 23″ N, 11° 37′ 31″ O | 8. Sep. 1986 (BLR-LAB 4973) | Bauernhof aus dem 16. Jh.; nach dem Abbrennen des Hofes am 12. August 2017 wurde der Denkmalschutz mit BLR 632 vom 26. Juni 2018 aufgehoben. | KG: Pfeffersberg Bauparzelle: 51 |

Falls bei einem Baudenkmal keine Koordinaten bekannt sind, werden ersatzweise die Katasterdaten zum Zeitpunkt der Unterschutzstellung angegeben. Diese sind weder offiziell noch zwingend aktuell.
Die vom Landesdenkmalamt übernommenen Adressen können veraltet sein.
| Foto:   | Fotografie des Denkmals. Klicken des Fotos erzeugt eine vergrößerte Ansicht. Daneben finden sich zwei Symbole: |
| ID      | Identifikator beim Südtiroler Landesdenkmalamt                                                                 |
| KG      | Katastralgemeinde                                                                                              |
| MD      | Ministerialdekret                                                                                              |
| BLR-LAB | Beschluss der Landesregierung – Landesausschussbeschluss                                                       |